# Резія Калниня
Ре́зія Ка́лниня (латис. Rēzija Kalniņa; *23 грудня 1970, Рига) — латвійська акторка театру і кіно. Дочка латвійського композитора Імантса Калниньша. Емігрувала до Російської Федерації. 

## Біографія
Народилася 23 грудня 1970 року в Ризі (Латвія), в мистецькій родині композитора Іманта Калниньша та акторки Хелги Данцберги.
У 1993 році закінчила акторський факультет Латвійської академії музики.
До 2013 року була акторкою ризького театру «Дайлес». З 2013 року — акторка Новосибірського театру опери та балету.
Нині проживає у Новосибірську (Росія).

## Театральні роботи

### Акторські
- Пера Гюнта немає вдома (за Г. Ібсеном);
- Івона, принцеса Бургундська;
- Марлен (мюзикл) — Марлен Дітріх;
- Я — Фріда Кало — Фріда Кало;
- Марія Стюарт — Марія Стюарт, королева.

### Режисерські
- Меса (за Л. Бернстайном)[3].

## Фільмографія
- 1995 — Гніздо (Латвія);
- 2001 — Гарні руки | Head käed (Латвія, Естонія) — Маргіта;
- 2001–2009 — Гольфстрім під айсбергом — кіноальманах;
- 2003 — Не хочу, не хочу, не хочу! | Negribu, negribu, negribu!;
- 2004 — Мара — Ванда (міні-серіал, головна роль);
- 2005 — Архангел | Archangel (Велика Британія) — Валечка;
- 2005 — Дістало! | Kõrini (Естонія, Німеччина) — Сабріна;
- 2005 — Поріг висоти | Augstuma robeza (Латвія);
- 2006–2008 — Не знаючи ціни | Neprata cena (серіал, Латвія) — Калниня;
- 2007 — Гірке вино | Rugtais vins (Латвія) — Банута;
- 2007 — Не говори про це | Neruna par to — Беатріса;
- 2010 — Розум і інстинкти | Prāts vai instinkts (Латвія);
- 2010 — Спадок Рудольфа | Rūdolfa mantojums — Емілія;
- 2019 — Віхола душ.

## Нагороди, почесні звання і відзнаки
- Володарка кінопремії «Великий Кристап» (2001 р.).
- Володарка чотирьох театральних нагород «Spelmanu nakts».
- Найстильніша латвійська актриса 2010 року.[4]